# Hôpital de Sunderby
L'hôpital de Sunderby (en suédois : Sunderby sjukhus) est un hôpital du comté de Norrbotten en Suède.

## Description
L'hôpital de Sunderby est un hôpital situé à Södra Sunderbyn entre Luleå et Boden, à environ 15 km du centre de Luleå.  
L'hôpital est l'hôpital du comté de Norrbotten avec des services spécialisés, mais également l'hôpital local de la commune de Boden et de la commune de Luleå.
L'hôpital de Sunderby a été inauguré en 1999 et a ensuite remplacé l'hôpital de Luleå et l'hôpital départemental de Boden. À l'hôpital de Sunderby, les opérations d'urgence et planifiées sont effectuées dans toutes les spécialités, à l'exception de la chirurgie thoracique et de la neurochirurgie. 
L'hôpital compte environ 2 500 employés et environ 120 lits.

## Accès
Les lignes de bus 1, 2, 11, 12 et 43 de la compagnie Luleå Lokaltrafik (sv)  s'arrêtent à l'hôpital.
La compagnie Länstrafiken Norrbotten (sv) a aussi un arrêt à l'hôpital.
La gare de l'hôpital de Sunderby (sv) est située à côté de l'hôpital.

## Galerie

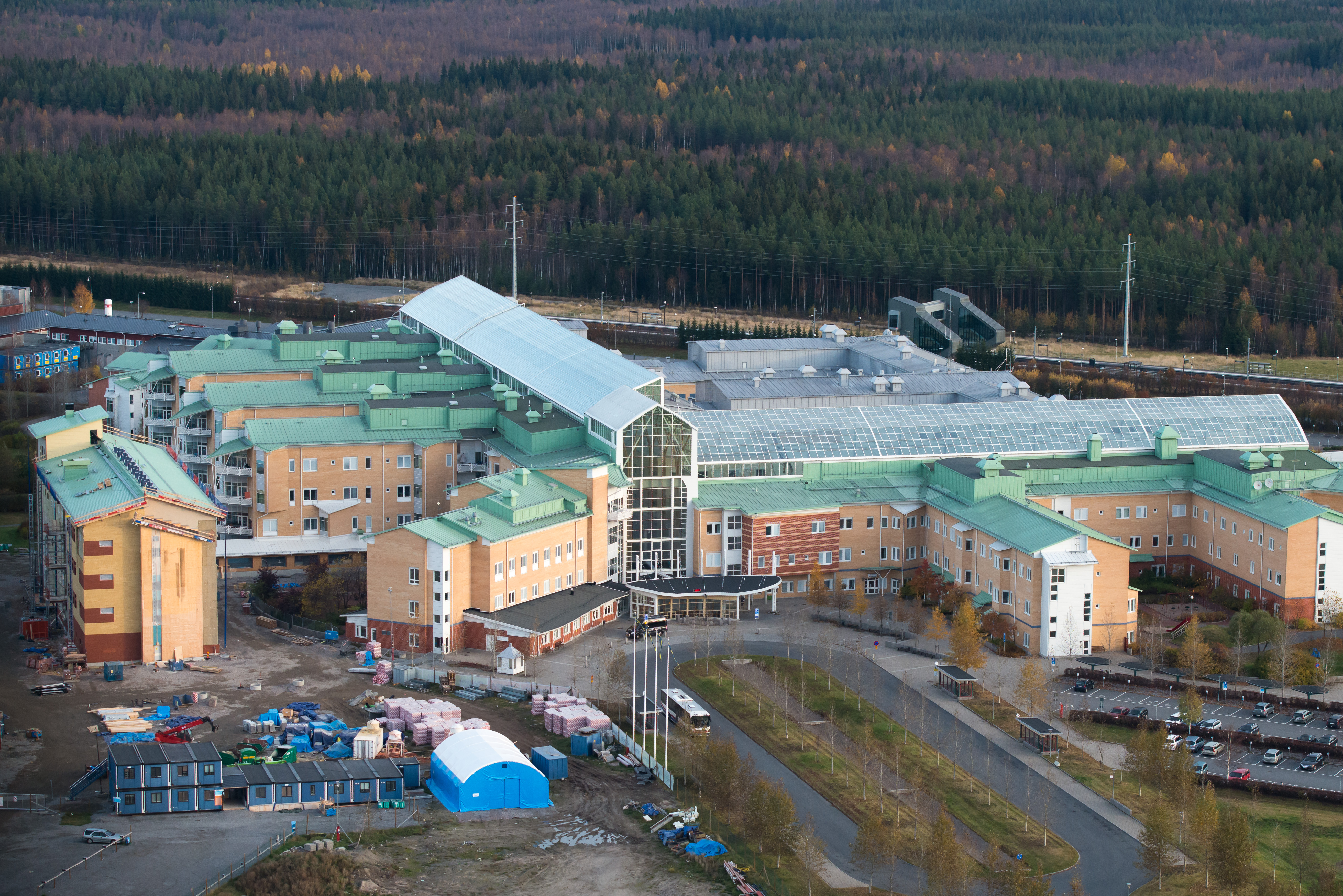
L'hôpital.
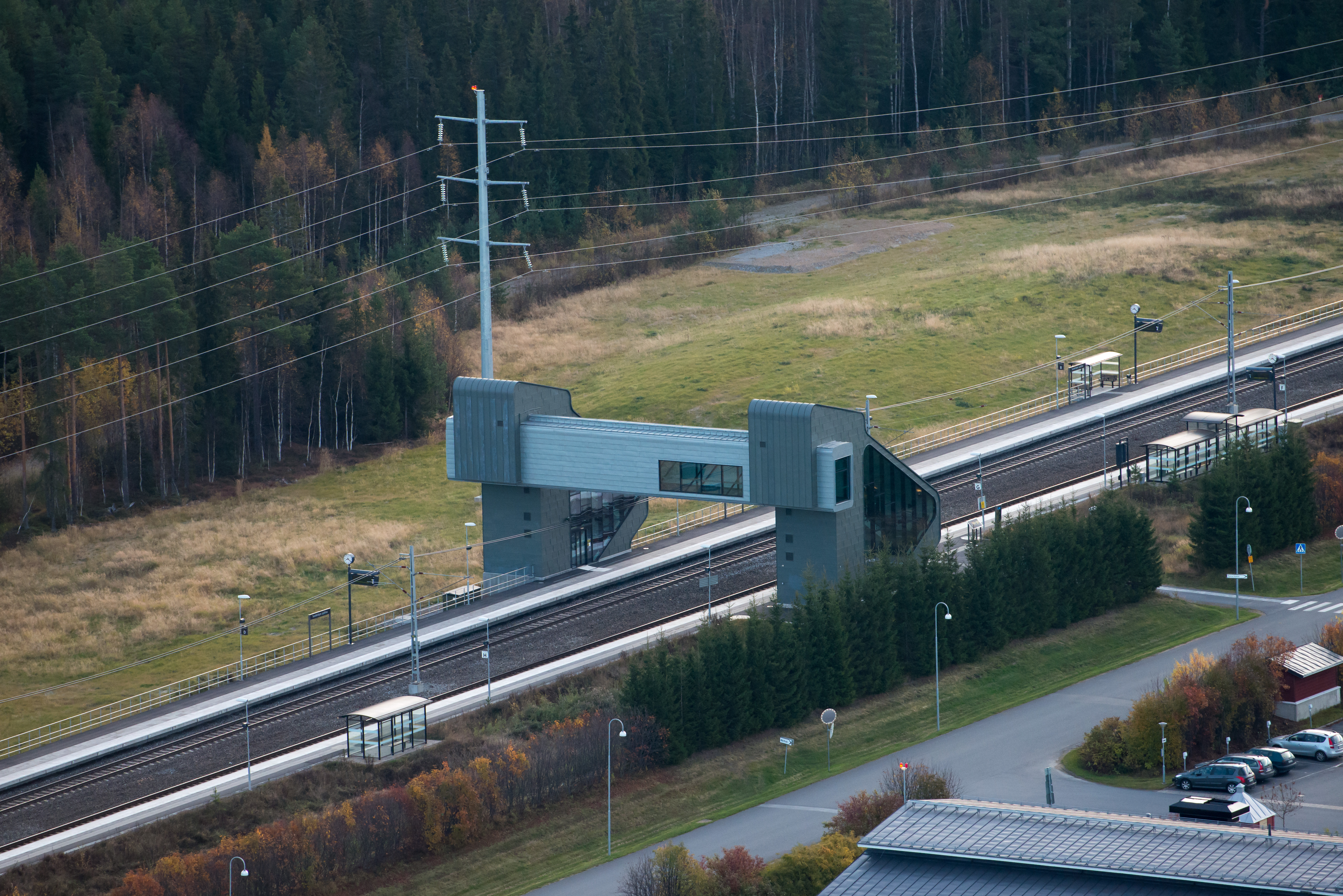
La gare.
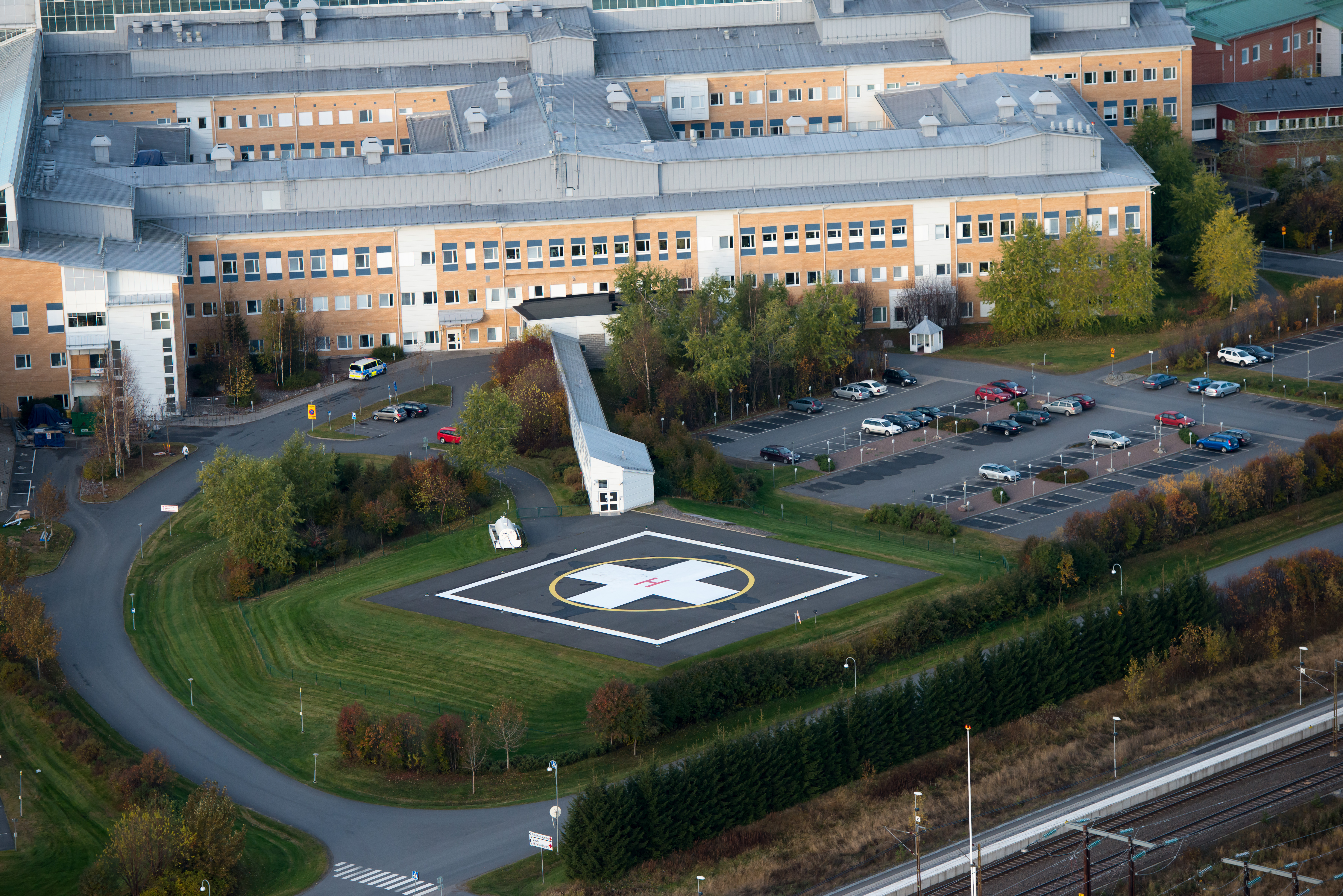
Station d'hélicoptère.